# Katastrofa kutra w Cieśninie Sycylijskiej
Katastrofa na Morzu Śródziemnym z 18 kwietnia 2015 – katastrofa morska, która wydarzyła się w Cieśninie Sycylijskiej. W wyniku zatonięcia kutra, 24 osób poniosło śmierć a 28 osób zostało ocalonych. Za zaginione uznano 700-900 osób.
Do Katanii sprowadzono na statku włoskiej straży wybrzeżnej 28 ocalałych. Ciała 24 ofiar przetransportowano jednak na Maltę. Dwaj przemytnicy, Mohammed Ali Małek, 27-letni Tunezyjczyk oraz Bikhit Mahmud, 25-letni Syryjczyk, natychmiast zostali zatrzymany przez włoską policję. Pierwszy został oskarżony o nieumyślne spowodowanie katastrofy, zabójstwo i wspomaganie nielegalnej imigracji, a drugi usłyszał zarzut wspomagania nielegalnej imigracji. Ocaleni potwierdzili że zatonięcie statku wynikło z błędnych manewrów wykonywanych przez przemytnika, który próbując przybliżyć rybacki kuter do portugalskiego frachtowca, który przybył na ratunek, zderzył się z innym statkiem.